# Molinadendron
Molinadendron là một chi thực vật có hoa trong họ Hamamelidaceae.